# Cetonins
Els cetonins (Cetoniinae) són una subfamília de coleòpters escarabèids. Moltes espècies són insectes diürns i visiten les flors pel seu pol·len o pel seu nèctar o es mengen els pètals. Algunes espècies també s'alimenten dels fruits. N'hi ha unes 4.000 espècies, moltes d'elles encara no descrites.

## Característiques
Es distingeixen morfològicament d'altres coleòpters per tenir l'epipleures fàcilment distingibles, la vora lateral dels èlitres sinuosa i la inserció de les antenes visible des de dalt. Normalment es reconeixen sis tribus: Stenotarsiini, Schizorhinini, Gymnetini, Goliathini, Cetoniini i Cremastocheilini, els quatre darrers també es troben al Nou Món.

## Taxonomia
Les tribus de la subfamília Cetoniinae, amb alguns gèneres són:
Tribu Cetoniini
Subtribu Cetoniina Leach, 1815
- Aethiessa Burmeister, 1842
- Cetonia Fabricius, 1775
- Chlorixanthe Bates, 1889
- Euphoria Burmeister, 1842
- Heterocnemis Albers, 1852
- Ischnoscelis Burmeister, 1842Ischnocelis hoepfneri
- Protaetia Burmeister, 1842
- Pseudourbania Mikšič, 1965
- Tropinota Mulsant, 1842
- Urbania Mikšič, 1963
- Xeloma Burmeister, 1842

Subtribu Leucocelina
- Homothyrea Kolbe, 1895
- Leucocelis Burmeister, 1842
- Oxythyrea Mulsant, 1842
- Paleira Reiche, 1871
- Agestrata Eschscholtz, 1829
- Anthracophora Burmeister, 1842
- Dischista
- Gametis Burmeister, 1842
- Glycyphana Burmeister, 1842
- Ichnestoma Gory & Percheron
- Pachnoda Burmeister, 1842
- Polybaphes Kirby, 1827
- Stalagmosoma Burmeister, 1842

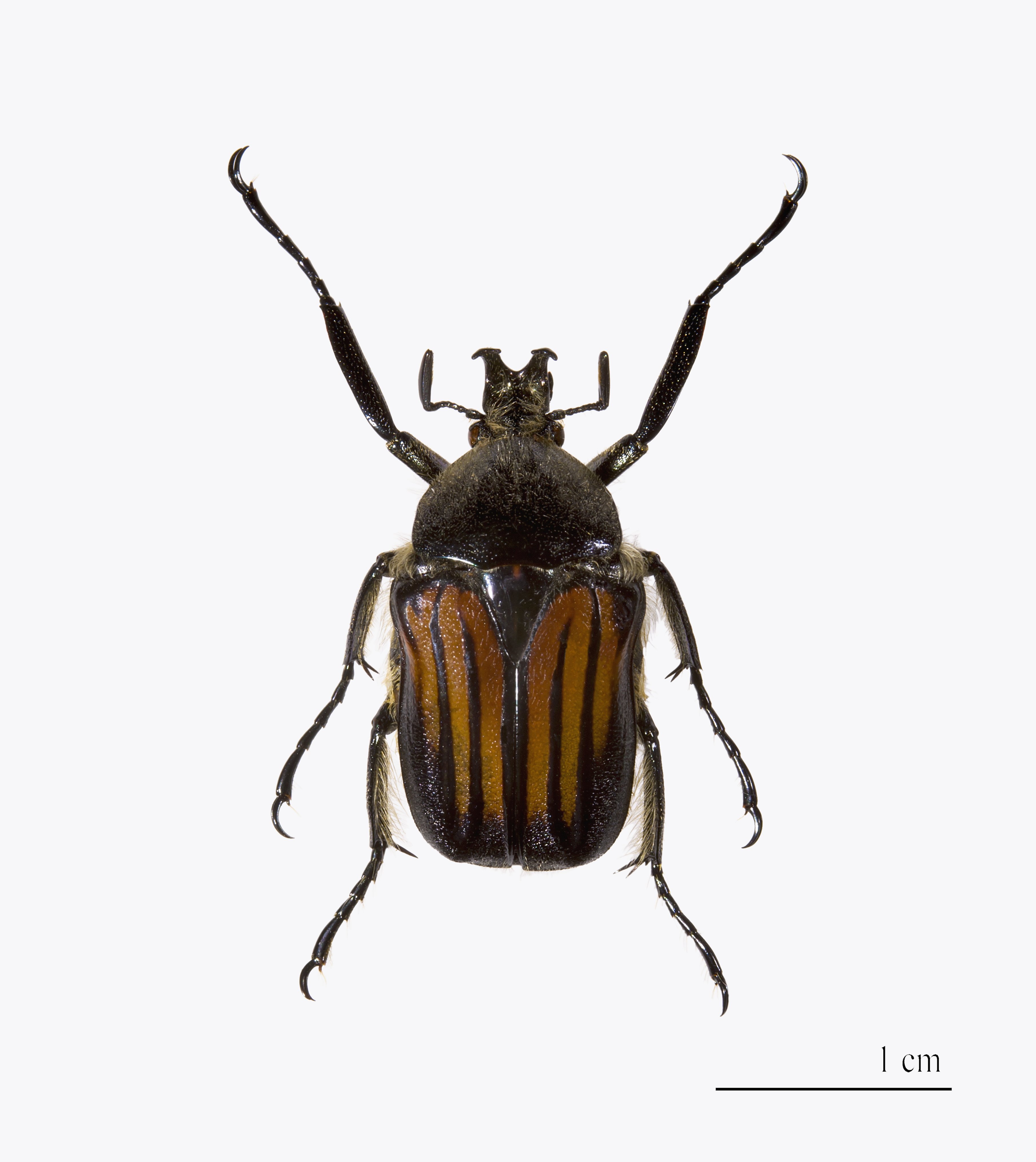
Ischnocelis hoepfneri

Subtribu Cremastocheilini Burmeister & Schaum, 1841

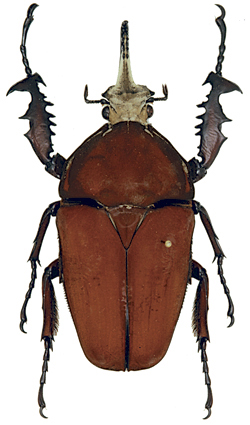
Mecynorhina ugandensis

- Centrochilus Krikken, 1976
- Cremastocheilus Knoch, 1801
- Genuchinus Westwood, 1874
- Lissomelas Bates, 1889
- Psilocnemis Burmeister, 1842
- Campsiura Hope, 1831

Tribu Goliathini
- Amaurodes Westwood, 1844
- Aphanochroa Kolbe, 1893
- Aphelorrhina Westwood, 1841
- Argyropheges Kraatz, 1895
- Asthenorella Westwood, 1874
- Asthenorrhina Westwood, 1843
- Brachymitra Kolbe, 1904
- Ceratorrhina Westwood, 1843
- Cheirolasia Westwood
- Chelorrhina Burmeister, 1842
- Chondrorrhina Kraatz, 1880
- Chordodera Burmeister, 1842
- Coelorrhina Burmeister, 1842
- Compsocephalus White, 1845
- Cyprolais Burmeister, 1842
- Daedycorrhina Bates, 1888
- Dicellachilus Waterhouse, 1905
- Dicronocephalus Hope, 1837
- Dicronorrhina Hope, 1837
- Dyspilophora Kraatz, 1880
- Eudicella White, 1839
- Eutelesmus Waterhouse, 1880
- Fornasinius Berteloni, 1853
- Genyodonta Burmeister, 1842
- Gnorimimelus Kaatz, 1880
- Goliathus Lamarck, 1801
- Hegemus J. Thomson, 1881
- Inhambane Péringuey, 1907
- Mecynorhina Hope, 1837
- Megalorhina Westwood, 1847
- Melinesthes Kraatz, 1880
- Neptunides J. Thomson, 1879
- Pedinorrhina Kraatz, 1880
- Plaesiorrhina Burmeister, 1842
- Priscorrhina Krikken, 1984
- Ptychodesthes Kraatz, 1883
- Raceloma J. Thomson, 1877
- Ranzania Berteloni, 1855
- Scythropesthes Kraatz, 1880
- Smaragdesthes Kraatz, 1880
- Smicorhina Westwood, 1847
- Spelaiorrhina Lansberge, 1886
- Stephanocrates Kolbe, 1892
- Stephanorrhina Burmeister, 1842
- Taeniesthes Kraatz, 1880
- Taurhina Burmeister, 1842

Tribu Gymnetini
- Amithao
- Argyripa
- Balsameda
- Chiriquibia
- Clinteria Burmeister, 1842
- Cotinis Gory & Percheron, 1883
- Guatemalica
- Gymnetina Casey, 1915
- Gymnetis MacLeay, 1819 Gymnetis stellata
- Gymnetosoma Martínez, 1949
- Hadrosticta

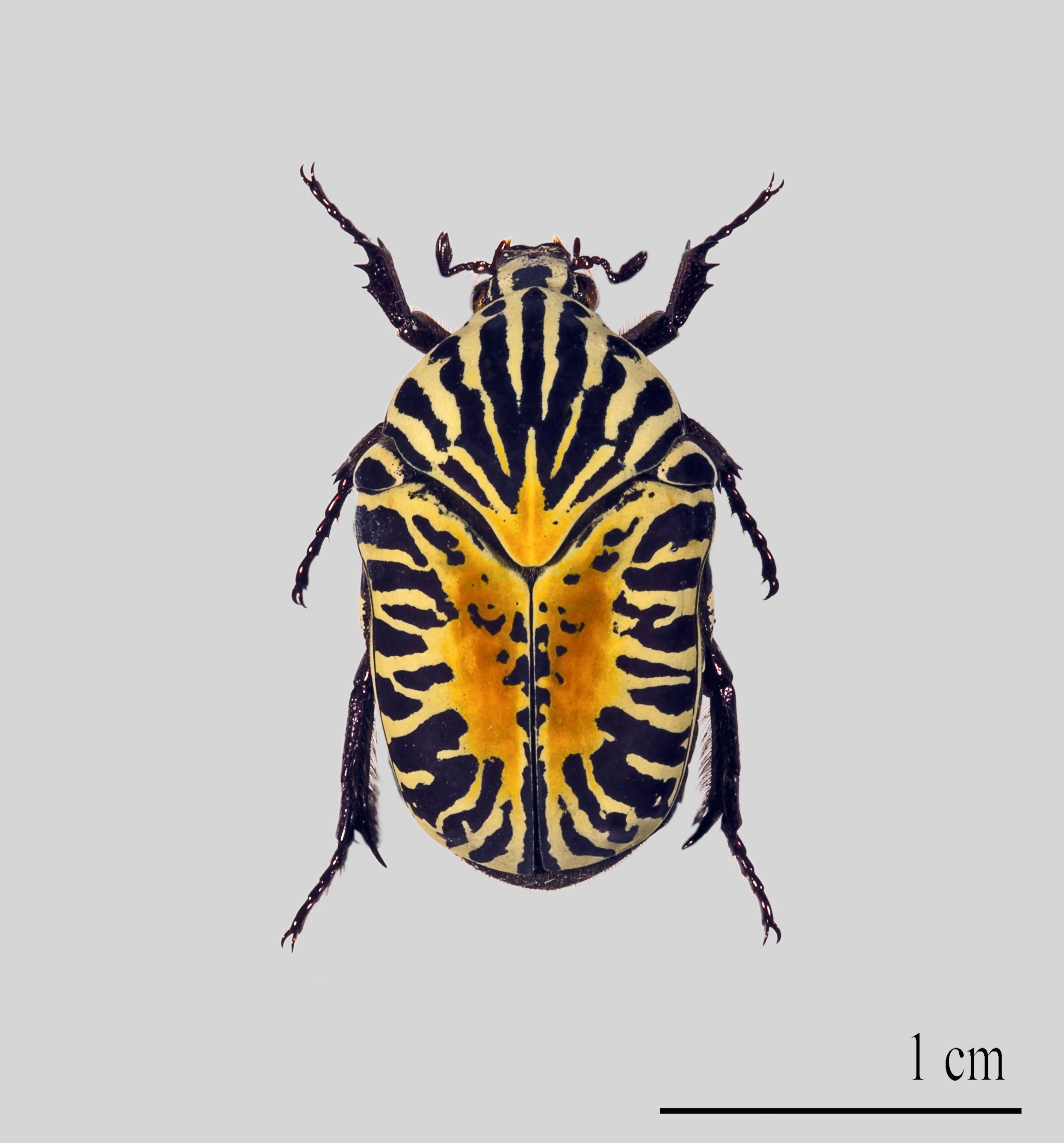
Gymnetis stellata

- Halffterinetis Morón and Nogueira, 2007
- Hologymnetis Martínez, 1949
- Hoplopyga
- Marmarina
- Neocorvicoana Ratcliffe & Micó

Tribu Heterorrhinini
- Heterorrhina
- Pseudotorynorrhina
- Rhomborrhina

Tribu Schizorhinini
- Aphanesthes Kraatz, 1880
- Bisallardiana Antoine, 2003
- Chalcopharis Heller, 1901
- Chlorobapta Kraatz, 1880
- Chondropyga Kraatz, 1880
- Clithria Burmeister, 1842
- Diaphonia Newman, 1840
- Dichrosoma Kraatz, 1885
- Dilochrosis Thomson, 1878
- Eupoecila Burmeister, 1842
- Hemichnoodes Kraatz, 1880
- Hemipharis Burmeister, 1842
- Ischiopsopha Gestro, 1874
- Lenosoma Kraatz, 1880
- Lomaptera Gory & Percheron, 1833
- Lyraphora Kraatz, 1880
- Macrotina Strand, 1934
- Metallesthes Kraatz, 1880
- Micropoecila Kraatz, 1880
- Mycterophallus Van de Poll, 1886
- Neoclithria Van de Poll, 1886
- Neorrhina J. Thomson, 1878
- Phyllopodium Schoch, 1895
- Poecilopharis Kraatz, 1880
- Pseudoclithria Van de Poll, 1886
- Schizorhina Kirby, 1825
- Schochidia Berg, 1898
- Stenopisthes Moser, 1913
- Tapinoschema Thomson, 1880
- Trichaulax Kraatz, 1880

Tribu Trichiini Fleming, 1821
- Osmoderma Lepeletier & Serville, 1825
- Agnorimus Miyake et alii, 1991
- Apeltastes Howden, 1968
- Gnorimella Casey, 1915
- Gnorimus Lepeletier & Serville, 1825
- Trichiotinus Casey, 1915
- Trichius Fabricius, 1787
- Trigonopeltastes Burmeister, 1840

Tribu Valgini Mulsant, 1842
- Chromovalgus Kolbe, 1897
- Microvalgus Kraatz, 1883
- Valgus L.G.Scriba, 1790

Altres
- Anelaphinis Kolbe 1912
- Caelorrhina
- Coilodera
- Conradtia
- Costinota
- Epitrichius Tagawa, 1941
- Euchroea
- Gnathocera
- Heteroclita Burmeister, 1842
- Ischnostomiella Krikken, 1978
- Lansbergia Ritsema 1888
- Protoclita Krikken, 1978
- Pygora
- Rhabdotis